# Faskin

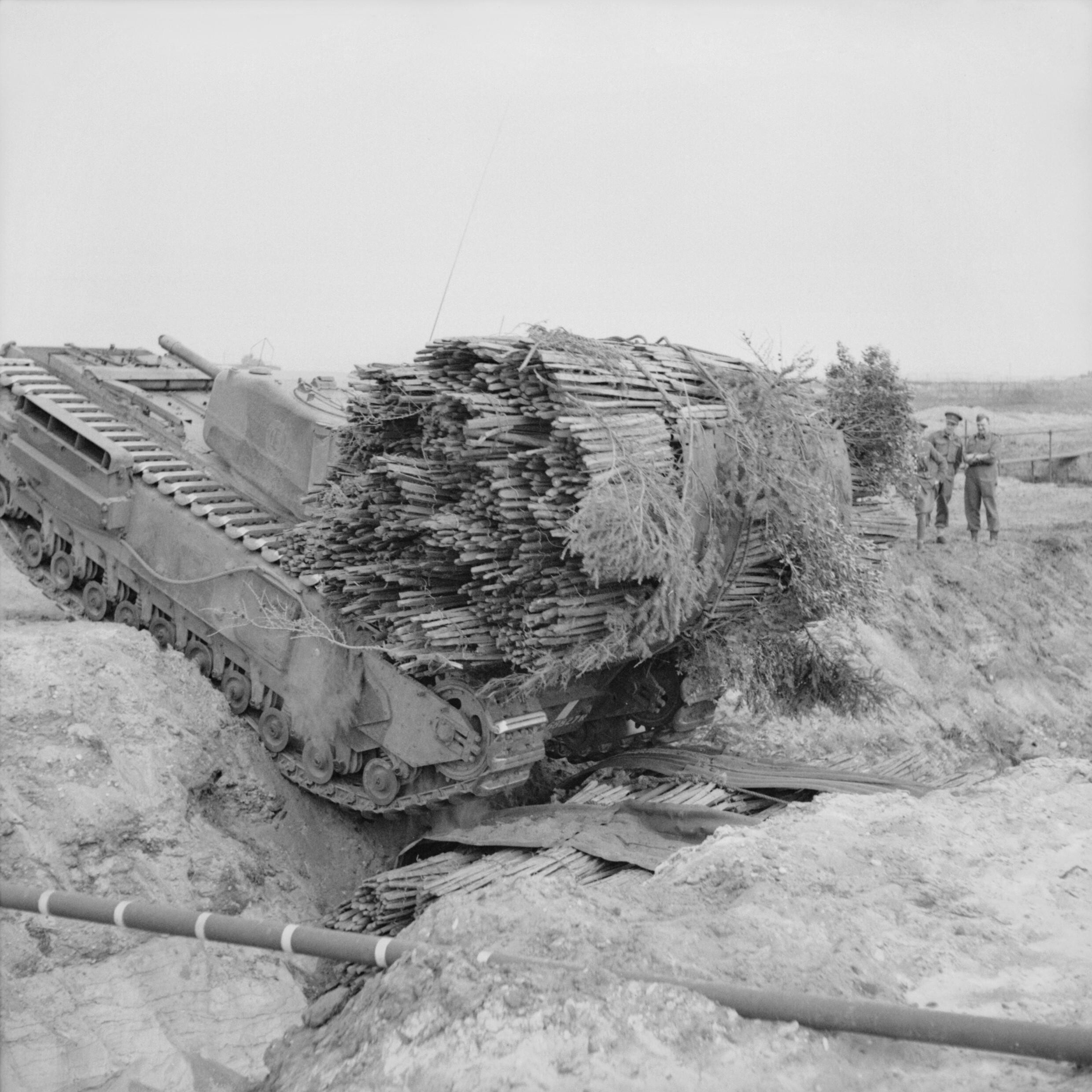
En Churchill AVRE ingenjörsbandvagn bär en faskin över ett stridsvagnshinder som redan är överbryggat av en faskin.

Faskin, eller äldre stormvase, är ett knippe med grenar eller kvistar som bundits samman mycket hårt och fyllts med jord eller sand. En faskin är vanligtvis cylinderformad, ett par meter lång och cirka en halv meter i diameter.
Faskiner användes i äldre tid av arméförband, som fyllning i vallgravar, diken och andra hinder som skulle passeras. Faskiner användes också för att bygga enklare skyddsvallar på samma sätt som sandsäckar används idag.
Ännu idag används faskiner av bland andra Royal Engineers för att bygga övergångar över mindre vattendrag och andra hinder. Dessa moderna faskiner är tillverkade av stålrör och kan bära tyngden av en stridsvagn.
Namnet kommer av latinets fasces, plural av fascis som betyder "bunt" eller "knippa", vilket var en mindre bunt sammanbundna spön som användes som maktsymbol i romerska riket.